# Kimerowie
Kimmerowie (Kimerowie, Kimmeriowie, Kimmeryjczycy) – koczowniczy lud indoeuropejski pochodzący najprawdopodobniej z terenów Krymu (stolica w Opuk) i przyległych do Krymu części dzisiejszej Ukrainy, który w drugiej połowie VIII w. p.n.e. przekroczył Kaukaz, wkraczając na Bliski Wschód.

## Historia
Początkowo zagrozili państwu Urartu, najeżdżając jego tereny, co wykorzystał król asyryjski Sargon II (722–705 p.n.e.), który zdruzgotał potęgę urartyjskiego władcy Rusy I (730–713 p.n.e.). Następnie Kimmerowie podzielili się na dwa odłamy: jedna grupa ruszyła w głąb Anatolii, zagrażając Frygii, a druga na południowy wschód w kierunku Iranu, a sprzymierzywszy się z Medami stanowiła poważne zagrożenie dla Asyrii, szczególnie w latach panowania Asarhadona (681–669 p.n.e.).
Ok. r. 680 p.n.e. Kimmerowie najechali Frygię, doprowadzając ją do całkowitego upadku. Następnie w latach 657–652 p.n.e. Kimmerowie uderzyli na Lidię, którą doszczętnie złupili, zdobywając nawet jej stolicę Sardes, gdzie poległ władca Lidii – Gyges. Jednakże następca Gygesa, Ardys II odparł Kimmerów i zabezpieczył kraj przed ich najazdami, chociaż wciąż stanowili oni poważne zagrożenie dla władców w Anatolii.
Kimmerowie jako pierwsi na terenie współczesnej Ukrainy zaczęli wytapiać żelazo z rudy darniowej, w X w. p.n.e. wynaleźli piece hutnicze i zaczęli produkcję stali. Byli prekursorami i mistrzami kowalstwa.

## Język
Dokładniejsza przynależność genetyczna języka kimmeryjskiego nie jest znana. Był to język indoeuropejski, choć nie wiadomo, do której gałęzi rodziny należał. Kilka zachowanych imion Kimmerów sugeruje jego irański charakter, aczkolwiek mógł on być również spokrewniony z trackim lub z praormiańskim.